# Турковиці (Великопольське воєводство)
Турковиці (пол. Turkowice) — село в Польщі, у гміні Турек Турецького повіту Великопольського воєводства.
Населення — 861 особа (2011).
У 1975-1998 роках село належало до Конінського воєводства.

## Демографія
Демографічна структура станом на 31 березня 2011 року:
|          | Загалом | Допрацездатний вік | Працездатний вік | Постпрацездатний вік |
| -------- | ------- | ------------------ | ---------------- | -------------------- |
| Чоловіки | 422     | 106                | 279              | 37                   |
| Жінки    | 439     | 102                | 265              | 72                   |
| Разом    | 861     | 208                | 544              | 109                  |